# Brandon Rogers
Brandon George Rogers (nascido dia 3 de agosto de 1988) é um ator, comediante, cineasta e YouTuber americano. Ele interpreta vários personagens em seu canal homônimo no YouTube e é roteirista da websérie animada para adultos Helluva Boss, na qual ele dá voz ao personagem principal Blitzø.

## Carreira
Brandon Rogers começou a criar vídeos para seu trabalho em Los Angeles, em um escritório de advocacia de danos pessoais, onde fazia documentários filmados por seu amigo, Gabriel Gonzales sobre a vida cotidiana dos requerentes, que eram usados no tribunal. Ele teve a ideia de fazer versões humorísticas desses documentários com Gonzales e começou seu canal no YouTube em 7 de janeiro de 2006, como HotBananaStud. Rogers ganhou reconhecimento pela primeira vez em 2015, quando um usuário do aplicativo Vine carregou clipes de seis segundos de seus vídeos sem creditar. Depois que um dos clipes viralizou na rede social e ter sido apresentado na série React da Fine Brothers Entertainment, o criador original do vídeo tornou-se conhecido publicamente, conseguindo fama online.
Em 2016, a empresa de entretenimento Super Deluxe se ofereceu para produzir um programa para Rogers. O show, Magic Funhouse! estava disponível no serviço de assinatura da Fullscreen, foi a série original mais assistida do streaming. Sendo indicada para "Melhor Série de Comédia" no 7th Annual Streamy Awards. Em 2017, Brandon Rogers foi nomeado "Novo Rosto da comédia" no festival Just for Laughs. Além de ser co-apresentador do evento, ele foi indicado para quatro categorias e ganhou os prêmios de "Série com Roteiro" e "Atuação" no 9th Annual Streamy Awards por sua websérie Blame the Hero. Em 2018, foi finalista do 10th Annual Shorty Awards para o prêmio de "Melhor Youtuber de Comédia". Rogers colaborou com o Comedy Central em 2019 para o programa Under the Influencer, no qual ele assumiu o controle das redes sociais da empresa por uma semana.

## Vida pessoal
Brandon Rogers é dos Estados Unidos em Livermore, na Califórnia, tem ascendência portuguesa, filipina, escocesa e espanhola. Ele descreve sua cidade natal como conservadora, mas seus pais eram muito liberais. Sua mãe é contadora e seu pai trabalha na empresa norte-americana Cisco Systems. Ele tem dois irmãos mais novos e é gay.

## Filmografia
| Ano           | Título                             | Papel                                                          | Notas                                                    |
| ------------- | ---------------------------------- | -------------------------------------------------------------- | -------------------------------------------------------- |
| 2008–presente | Grandpa                            | Grandpa (personagem principal) e vários outros papeis          | Também escritor e diretor                                |
| 2009–2012     | Theater Class                      | Alex Rimmer                                                    | Também escritor e diretor                                |
| 2010–2012     | Rolling with Robbie                | Robbie                                                         | Também co-escritor, diretor e produtor                   |
| 2013          | Neighborhood Patrol                | Louis Boyd                                                     | Também diretor, produtor e editor                        |
| 2016–2017     | Magic Funhouse!                    | Arlo Dittman                                                   | Também co-escritor, diretor, produtor executivo e editor |
| 2017–2018     | Stuff & Sam!                       | Sam (personagem principal) e vários outros papeis              | Também co-escritor, diretor e editor                     |
| 2018          | Unbeatable                         | Fast Fingers Flynn (dublador)                                  | Também co-escritor                                       |
| 2019          | Blame the Hero                     | Blame (personagem principal) e vários outros papeis            | Também escritor, diretor e editor                        |
| 2019–presente | Helluva Boss                       | Blitzø (dublador)                                              | Também co-escritor                                       |
| 2020          | Blood & Makeup                     | Eddie Oswald e outros papaeis                                  | Também co-escritor, diretor e editor                     |
| 2021          | Stuff of Legends                   | Brandon Rogers                                                 |                                                          |
| 2021          | Mismatched                         | Cupid                                                          |                                                          |
| 2021–2022     | Normal British Series              | Adrian/Lord Mingeworthy (e vários outros papeis)               | Também co-escritor e diretor                             |
| 2022          | The Fruitties Are Back             | Dr. Apple e avô do Thorny (dublador)                           | Também co-escritor e diretor                             |
| 2023          | BRYCE                              | Bryce Tankthrust (personagem principal) e vários outros papeis | Também co-escritor e diretor                             |
| 2023          | You Broke the News                 | Flint Dicker                                                   | Também diretor                                           |
| 2023          | Anthony Is Dead: The Funeral Roast | Brandon Rogers                                                 |                                                          |
| 2024          | Hazbin Hotel                       | Katie Killjoy (dublador)                                       |                                                          |
| 2024          | Bosco                              | Carlos                                                         |                                                          |
| 2024          | Class Acts                         | Alex Rimmer                                                    | Também co-escritor, diretor e editor                     |

## Prêmios e indicações
| Ano  | Organização    | Prêmio                     | Trabalho indicado                                           | Resultado |
| ---- | -------------- | -------------------------- | ----------------------------------------------------------- | --------- |
| 2017 | Streamy Awards | Design de Figurino         | Magic Funhouse! (junto com Kimberly Rice e Jonathan Hinman) | Venceu    |
| 2018 | Shorty Awards  | Melhor Youtuber de Comédia | Ele mesmo                                                   | Indicado  |
| 2018 | Streamy Awards | Comédia                    | Ele mesmo                                                   | Venceu    |
| 2018 | Streamy Awards | Design de Figurino         | Magic Funhouse!                                             | Indicado  |
| 2019 | Streamy Awards | Série com Roteiro          | Blame the Hero                                              | Venceu    |
| 2019 | Streamy Awards | Atuação                    | Blame the Hero                                              | Venceu    |
| 2019 | Streamy Awards | Design de Figurino         | Blame the Hero                                              | Indicado  |
| 2019 | Streamy Awards | Direção                    | Blame the Hero                                              | Indicado  |
| 2022 | Streamy Awards | Escritor                   | Ele mesmo                                                   | Venceu    |
| 2022 | Streamy Awards | Editor                     | Ele mesmo                                                   | Indicado  |
| 2022 | Streamy Awards | Série com Roteiro          | Normal British Series                                       | Indicado  |
| 2023 | Streamy Awards | Série com Roteiro          | BRYCE                                                       | Venceu    |
| 2023 | Streamy Awards | Série do Ano               | BRYCE                                                       | Indicado  |